# Salvador Marfà Martí
Salvador Marfà Martí (el Masnou, Maresme, 17 de setembre de 1889 - Camp de la Bota, Barcelona, 18 de novembre de 1939) fou un mecànic català, alcalde del Masnou els anys 1936 i 1937, durant la Guerra Civil Espanyola.
Fill de Jaume Marfà i d'Anna Martí, casat amb Maria Farreras Font, amb dues filles, Emília i Agustina Marfà Farreras. Era mecànic de professió i treballava a Barcelona, a la fàbrica Joyería y Platería Hijo de A. Oriol. Estigué vinculat al partit polític d'Esquerra Republicana de Catalunya (ERC) i fou president del Centre Catalanista d'Esquerra Republicana de Catalunya del Masnou.
En esclatar la Guerra Civil Espanyola, s'integrà en el Comitè Revolucionari o Comitè Local de Milícies Antifeixistes del Masnou que va dirigir la dinàmica revolucionària local. Al Masnou, va ser l'únic d'ERC que va sortir al carrer el 19 de juliol en començar la guerra i va recollir armes per les cases. Amb el Comitè va participar en la confiscació del Centre Coral Unió Masnovina, que es va destinar a seu d'Esquerra Republicana de Catalunya del Masnou.
El novembre de 1936, amb la dissolució del Comitè i la recomposició del consistori del Masnou, va ser elegit alcalde del Masnou pel partit d'Esquerra Republicana de Catalunya. Durà tres mesos en el càrrec, ja que el gener de 1937 dimití per les acusacions dels regidors de la Confederació Nacional del Treball (CNT) com Joan Juan Sales que li recriminaven haver protegit i ajudat a fugir gent de dretes, ser amics d'ells, i no ser prou revolucionari.
En acabar la guerra, fou detingut per la Guàrdia Civil el 14 de març de 1939. Va ingressar a la presó de Mataró i després a la presó Model de Barcelona. Durant les indagacions, Marfà assegurà haver intervingut per salvar persones de dretes i negà haver fet requises. Les declaracions de diversos testimonis apuntaren també en el mateix sentit, però n'abundaren d'altres en sentit contrari, tant de particulars com de les autoritats del moment, que el responsabilitzaren d'escorcolls i confiscacions, amenaces a persones de dretes, detencions i implicació en assassinats. L'agost de 1939 se li feu un consell de guerra pel procediment de sumaríssim d'urgència per rebel·lió militar. La sentència dictà pena de mort. Fou afusellat al Camp de la Bota el dia 18 de novembre i inhumat a la fossa comuna del Cementiri de Montjuïc.